# قلي

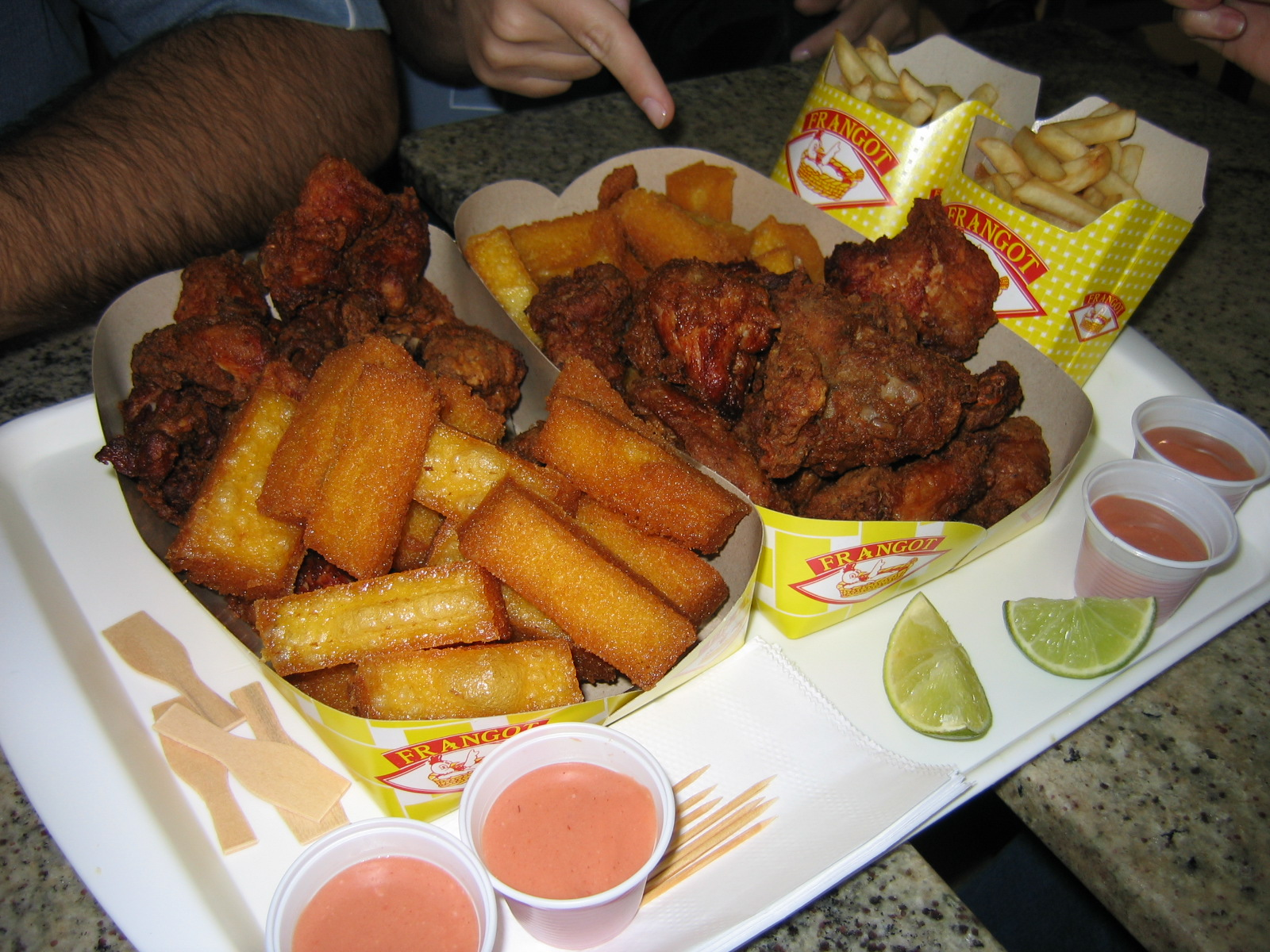
وجبة مأكولات مقلية.

القلي هو عملية طبخ الغذاء في زيت الطهي أو دهن آخر. يمكن استخدام دهون عدة من أجل عملية القلي، وذلك يشمل الزيت النباتي وزيت الزيتون والسلجم وغيرها.
يمكن تحضير الكثير من الوجبات باستخدام أسلوب القلي مثل تحضير رقائق مقلية من البطاطا أو قلي البيض لتحضير العجة أو بان كيك.
يعود تاريخ القلي إلى عهد المملكة المصرية القديمة وذلك إلى 2500 سنة قبل الميلاد.